# (1705) Tapio
(1705) Tapio ist ein Asteroid des Hauptgürtels, der am 26. September 1941 von der finnischen Astronomin Liisi Oterma in Turku entdeckt wurde.
Der Asteroid ist nach einer mythologischen Figur, dem schützenden Geist des Waldes Tapio, aus der Kalevala benannt.